# Les Yeux ouverts (téléfilm)
Pour les articles homonymes, voir Les Yeux ouverts.
Pour plus de détails, voir Fiche technique et Distribution.
Les Yeux ouverts est un téléfilm français de 2014 réalisé par Lorraine Lévy, sur un scénario de Didier Lacoste et d'elle-même. Il est diffusé pour la première fois, en Suisse, sur RTS Un, le 18 mars 2015, puis en Belgique sur La Une, le 21 mars 2015 et, en France, sur France 2, le 16 décembre 2015.

## Synopsis
Anne et François forment un couple aveugle. Anne l'est de naissance, tandis que François a perdu la vue accidentellement quand il avait sept ans. Leur cécité ne les empêche pas de vivre heureux avec leurs deux enfants. Un jour, François se voit proposer une greffe de cornée artificielle lui permettant de recouvrer la vue. Au départ très hésitant, il finit par accepter mais sa vie peut-elle rester la même ?

## Distribution
- Clémentine Célarié : Anne
- Antoine Duléry : François
- Julien Boisselier : Paul, le frère de François
- Arly Jover : Hélène, la collègue de François
- Liliane Rovère : Louise, la mère d'Anne
- Yannick Soulier : Alex
- Liah O'Prey : Clara
- Merlin Delarivière : Lucien
- Guillaume Destrem : Landowsky
- Jack Claudany : Forestier
- Samuel Maingaud : Florent
- Alexandre Carrière : Gilbert
- Kamel Zidouri : Journaliste
- Didier Lacoste : Délégué CNRS
- Marion Valantine : Sophie Latour
- Antoine Billaut : Le petit Julien
- Audrey Chapon : La mère de Julien
- Xavier Memeteau : Le brancardier chef
- Samir Arab : Le brancardier

## Tournage
Le téléfilm a été tourné à Lille, du 19 août au 18 septembre 2014.
Pour son rôle, Antoine Duléry s'est préparé avec une éducatrice pour non-voyants.

## Récompense
- Festival des créations télévisuelles de Luchon : meilleur scénario en 2015 pour Lorraine Lévy et Didier Lacoste[4].

## Audience
En France, le téléfilm a rassemblé 3,7 millions de téléspectateurs, le 16 décembre 2015, soit 15,4 % de parts d'audience, derrière Esprits criminels.